# 郭坤军
郭坤军（1973年—），笔名谷米，湖北荆门市人。湖北广播电视大学肄业。任楚汉文学网总编。中国诗歌学会、中国纪实文学研究会、湖北省作家协会会员。
1997年开始作品陆续获得《文艺生活》第二届、第三届和第四届“休闲杯”全国征文大赛优秀奖；首届、第二届及十五届全国青年文学大赛优秀奖；参加首届、第二届“乐山杯”全国征文赛获优秀奖。参加湖北省文化厅举办的“纪念辛亥革命九十周年”全国征文赛，评为优秀奖，并入编作品集。2004年与中国作协会员刘犁（刘克利）合著《九州文苑撷英》。2007年自费出版诗集《迟到的春天》；2008年三人合著出版作品集《三分地》；2008年《迟到的春天》诗集获中国大众文学学会年度优秀奖。